# گسندی ۷۱۷۹
سیارک ۷۱۷۹ (به انگلیسی: 7179 Gassendi، نامگذاری:1991GQ6) هفت هزار و صد و هفتاد و نهمین سیارک کشف شده‌است که در ۸ آوریل ۱۹۹۱ کشف شد.
قدر مطلق سیارک برابر ۱۲٫۷۰ است.